# Gumingsir
Gumingsir is een bestuurslaag in het regentschap Banjarnegara van de provincie Midden-Java, Indonesië. Gumingsir telt 1460 inwoners (volkstelling 2010).